# Condado de Putnam (Tennessee)
O Condado de Putnam é um dos 95 condados do Estado americano do Tennessee. A sede do condado é Cookeville, e sua maior cidade é Cookeville. O condado possui uma área de 1 043 km² (dos quais 4 km² estão cobertos por água), uma população de 62 315 habitantes, e uma densidade populacional de 60 hab/km² (segundo o censo nacional de 2000). O condado foi fundado em 11 de fevereiro de 1854.